# Ponte da Integração Brasil–Peru
A Ponte da Integração Brasil–Peru (em espanhol, Puente de la Integración Brasil-Perú) é uma ponte estaiada que atravessa o rio Acre, na fronteira internacional entre o Peru e o Brasil. A ponte faz parte da rodovia BR-317 e liga a cidade peruana de Iñapari à cidade brasileira de Assis Brasil. A ponte também está próxima da cidade boliviana de Bolpebra.
A ponte possui quatro faixas (duas em cada sentido). Foi inaugurada em 2006 e teve um custo total de R$ 23,9 milhões.